# Maderas
Maderas är en 1 394 meter hög utslocknad stratovulkan och en nationalpark i Nicaragua. Vulkanen reser sig ur Nicaraguasjön där den tillsammans med den aktiva grannvulkanen Concepción har skapat ön Ometepe. Övre delen av vulkanen består av molnskog. I vulkanens krater finns det en liten 400 meter lång och 150 meter bred sjö.

## Nationalpark

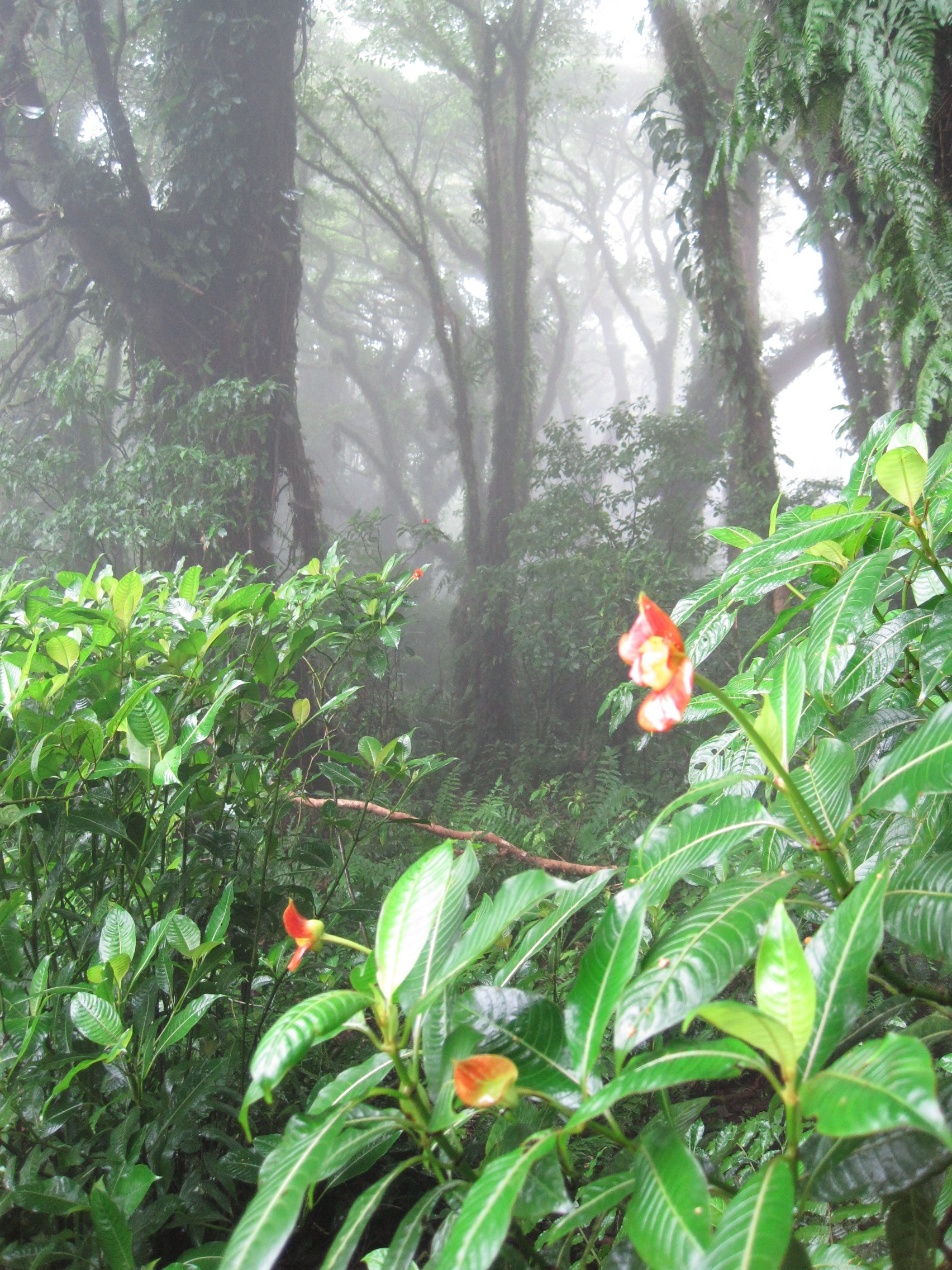
Molnskogen på Maderas sluttning

Den molnskogsbeklädda toppen av vulkanen blev 1993 designerad som ett naturreservat. När hela ön Ometepe fick UNESCO status som ett biosfärområde 2010 blev Maderes ett av dess tre kärnområden. Samtidigt blev Maderas en nationalpark med namnet Parque Nacional Volcán Maderas. 
Det finns inga vägar i nationalparken. Den kan endast nås fotledes på en av de vandringsleder som går upp till vulkantoppen från olika ställen längs den kustnära ringvägen runt vulkanen. Den mest använda går norrifrån från Balgüe och Finca Magdalena.